# هاديا سعيد
هاديا سعيد روائية لبنانية مغتربة عن وطنها.ولدت في بيروت، متزوجة من الشاعر العراقي جليل حيدر وعاشت في اربع جغرافيات وتركت بصماتها على حياتها وأدبها.
عٌرفت هاديا سعيد عربياً في مختلف الدول العربية من خلال نشاطها الثقافي والأدبي ومقالاتها الهادفه في الصحف والمجلات العربية المتنوعة حيث تُعد من الأُديبات والأدباء الذين لهم بصمات واضحه في فروع الأدب والثقافة فبين العام والآخر تهتم بتمشيط المنطقة العربية فتقوم بإجراء مسابقات تنافسيه لتشجيع الهواة ممن تستهويهم وتجذبهم فروع الأدب المختلفة حيث عمدت في أعوام من 1995-1997 بالإشراف علي باب للهواه للشباب من ذوو المواهب وكان يُصدر بمجلة الشرق الأوسط الجديدة والتي كانت تُصدر أسبوعياً ملحقه بجريدة الشرق الأوسط وكانت تٌعد لتلك المنافسات الهدايا المُحفزه لأصحاب الأقلام الواعده، كما كانت تٌشرف مع أدباء وكتاب آخرين مثل إداورد الخراط علي برنامج أدبي بعنوان أوراق يُقدم في القسم العربي بهيئة الإذاعة البريطانية البي بي سي وتقدم من خلاله منافسات أدبيه لهواة الكتابة في مجال القصة القصيرة والذي استمر ثمانية سنوات، كانت من خلاله تختار القصص المرشحه والمختاره للفوز للأفضل أو تقدم التوجيه والنصح لمن يحتاج.
ولم يتوقف نشاط هاديا سعيد الثقافي حيث أنه واستمراراً لمسيرتها الأدبيه والثقافيه عمدت ومن خلال عملها ومسؤوليتها الثقافية بمجلة سيدتي نشر مسابقه للكتابه في مجال المقال الساخر ما بين عامي 2007-2008 والتي انتهت دورتها في أوائل العام الحالي 2009 والتي جذبت العشرات من الشباب والهواة من أصحاب الأقلام وذوو الأفكار ممن تستهويهم فروع الثقافة والأدب العربيين 
أضيف اسم هاديا سعيد في 2007 إلي الأسماء التي وردت في قاموس DIB والذي تصدره جامعة كامبريدج البريطانية للسيره الذاتية
Dictionary of International Biography والذي يضم ملخصات للسيرّ الذاتية لكتّاب وباحثين وأكاديميين في مختلف مجالات العلوم والآداب والثقافة والتربية من مختلف التخصصات والجنسيات تعمل متطوعه في المؤسسة الطبية البريطانية لرعاية ضحايا التعذيب وقد أقامت عدة أمسيات ثقافيه عربيه لصالح دعم جهود هذه المؤسسة.

## المدن التي عاشت فيها
- بيروت وبغداد السبعينيات.
- كازابلانكا الثمانينيات.
- لندن التسعينيات وحتى اليوم، وصولا إلى دبي.

## حياتها الأدبية
كتبت القصة والرواية والسيناريو للعمل الدرامي والمسلسل الإذاعي والفيلم التسجيلي، ولها رصيد أدبي جيد ففي الكتب المؤلفه صدر كتابها الأول في سنة 1976 بعنوان حكايات الساعة الجميلة، سنوات مع الخوف العراقي الذي أصدرته سنة 2004 عن دار الساقي في لندن.

### وفي المجموعة القصصيه من مؤلفاتها
- أرجوحة المينا سنة 1981
- ياليل سنة 1984
- رحيل سنة 1989
- نساء خارج النص 1989
- ضربة قمر سنة 1999

### الروايات
وأصدرت في مجال الرواية روايتها بستان أسود ونالت عنها جائزة مجلة الكاتبه التي تصدر في لندن في دورتها الأولي عام 1994.
- ورواية دفتر عائده في العام 1999 عن الاتفاقية الدولية للتمييز ضد المرأة والتي وصفتها بأنها روايه قصيره.
- ورواية بستان أحمر في العام 2002.
- ورواية آرتيست عام 2006.
- رواية حجاب كاشف عام 2008.

## الجوائز
- عام 1995 منحت الكاتبة اللبنانية هاديا سعيد جائزة أفضل عمل روائي تكتبه امرأة من العالم العربي، الجائزة التي تقدمها «مجلة الكاتبة» عن روايتها «بستان أسود». شاركت في المسابقة 17 رواية من ثماني دول عربية، حيث قامت لجنة خاصة من المجلة باإجراء التصفية الأولى، وعرضت الروايات المتبقية على الناقدين يمنى العيد وصبحي الحديدي والروائي إدوارد الخراط، حيث قرروا بالإجماع اختيار الرواية الفائزة.[1]

## عملها الحالي
تعمل حالياً مديرة تحرير ومسؤولة القسم الثقافي بمجلة سيدتي والتي تُصدر ضمن صُحف ومجلات المجموعة السعودية للأبحاث

## وصلات خارجية
موقعها الرسمي